# Delchev Peak
Der Delchev Peak (englisch; bulgarisch Делчев връх Deltschew wrach) ist ein rund 1000 m hoher Berg auf der Livingston-Insel im Archipel der Südlichen Shetlandinseln. Er ist die höchste Erhebung des Delchev Ridge in den Tangra Mountains und ragt 7,2 km ostnordöstlich des Great Needle Peak, 3,2 km südöstlich des Rila Point und 7,6 km westsüdwestlich des Renier Point auf. Der Iskar-Gletscher liegt westlich und der Sopot-Piedmont-Gletscher nördlich von ihm.
Die bulgarische Kommission für Antarktische Geographische Namen benannte den Berg 2002 nach dem bulgarischen Freiheitskämpfer Georgi Nikolow Deltschew (1872–1903).